# O Rei de Amarelo
O Rei de Amarelo (The King in Yellow no original) é um livro de 1895 escrito por Robert W. Chambers e que consiste em uma coletânea de nove contos e um poema baseados em uma fictícia peça de teatro que enlouquece todos que a leem até o fim. 
O livro foi uma das inspirações do escritor H. P. Lovecraft, autor de O Chamado de Cthulhu e da primeira temporada da série de televisão True Detective.

## Contos
As primeiras quatro histórias do livro são conectadas vagamente por três elementos:
- Uma peça em livro intitulada O Rei de Amarelo
- Uma entidade sobrenatural misteriosa e gótica conhecida como Rei de Amarelo
- Um estranho símbolo chamado Emblema Amarelo

Esses contos iniciais possuem um tom macabro e giram em torno de personagens que muitas vezes são artistas ou decadentes, habitantes do demi-monde.
O primeiro e quarto contos, "O Reparador de Reputações" e "O Emblema Amarelo", se passam em uma América futura imaginada pelo autor, enquanto a segunda e terceira histórias, "A Máscara" e "No Pátio do Dragão", se passam em Paris, sendo assombradas pelo tema "Você já encontrou o Emblema Amarelo?"
O personagem titular macabro desaparece gradualmente nas histórias seguintes, e as últimas três são ficções românticas mais similares às obras posteriores de Chambers, ainda que referenciem os contos iniciais pela ambientação parisiense e pelos personagens artistas.

### Lista de contos
Os contos no livro, em ordem, são:

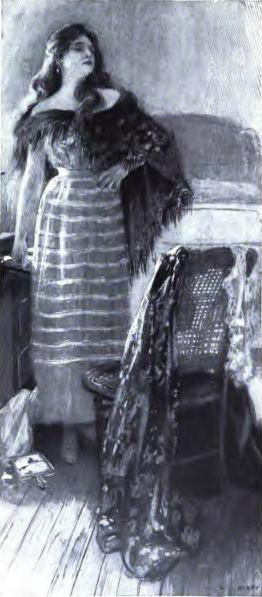
Ilustração de Tessie em "O Emblema Amarelo", de uma edição de 1902 do livro.

- "O Reparador de Reputações" – uma história de egoísmo e paranoia que carrega a imagem e temas do título do livro.
- "A Máscara" – uma história onírica de arte, amor e ciência misteriosa.
- "No Pátio do Dragão" – um homem é perseguido por um sinistro organista de igreja que quer a sua alma.
- "O Emblema Amarelo" – um artista se inquieta por causa do sinistro guarda do pátio de uma igreja que se parece com um verme de caixão.
- "A Demoiselle d'Ys" – uma história romântica de viagem no tempo.
- "O Paraíso do Profeta" – uma sequência de incôngruos poemas em prosa que se desenvolvem no estilo e tema de uma citação da peça O Rei de Amarelo que introduz "A Máscara".
- "A Rua dos Quatro Ventos" – um conto atmosférico de um artista em Paris que é conduzido até o quarto de uma vizinha por um gato; a história termina com um toque trágico.
- "A Rua da Primeira Bomba" – uma história de guerra que se passa durante o Cerco de Paris de 1870.
- "A Rua de Nossa Senhora dos Campos" – boêmios americanos românticos em Paris.
- "Rue Barrée" – boêmios americanos românticos em Paris, com um final discordante que reflete jocosamente parte do tom da primeira história.

## Versões em língua portuguesa
Em 2014, a Editora Intrínseca publicou uma edição comentada pelo escritor e jornalista Carlos Orsi.
Em 2015, a Editora Draco lançou no Brasil o romance gráfico O Rei Amarelo em quadrinhos, uma antologia baseada nos contos de Chambers.
Em 2019, a Imaginauta lançou em Portugal Contos do Rei de Amarelo  124 p., reunindo os contos de Robert W. Chambers sobre o Rei de Amarelo e de Ambrose Bierce sobre Carcosa; Tradução de Anton Stark e Ilustrações de João Pinto.
Em 2020, a E-Primatur lançou em Portugal O Rei de Amarelo  336 p., com introdução de David Tibet; Tradução de Nuno Franco.
Em 2023, a DarkSide lançou no Brasil O Rei de Amarelo, 288 p., com introdução de Enéias Tavares, tradução de Andrio J. R. dos Santos e ilustrações de Samuel Araya.

## A peça chamadaO Rei de Amarelo
A peça fictícia O Rei de Amarelo tem pelo menos dois atos e pelo menos três personagens: Cassilda, Camilla e "o Estranho", que pode ou não ser o personagem titular.
A coleção de histórias de Chambers utiliza excertos de algumas seções da peça para introduzir o livro como um todo, ou histórias individuais. Por exemplo, "A Canção de Cassilda" vem do Ato 1, Cena 2 da peça:
Ao longo da orla irrompe a turva torrente,

Os sóis gêmeos quedam ao lago silente,

E essas sombras jocosas

Se assomam em Carcosa.

Estranhas são as estrelas escuras ao léu

E as noites que estranhas luas singram o céu,

Mas mais estranha se mostra

A perdida Carcosa.

Que a canção das Híades de voz fortuita

Vinda donde os andrajos do Rei se agitam,

Feneça auspiciosa

Na indistinta Carcosa.

Nos versos da vida, minha voz se esvaiu,

E que morras muda, feito pranto senil

Definhando na umbrosa

E perdida Carcosa.